# سان بيكر
سان بيكر (بالألمانية: Bonifatius Becker)‏ هو كاهن كاثوليكي ألماني، ولد في 31 أكتوبر 1898 في Winkels (Mengerskirchen) ‏ في ألمانيا، وتوفي في 9 مايو 1981 في Kornelimünster ‏ في ألمانيا.